# Frederick Aiken
Pour l’article homonyme, voir Aiken.
Fredrick Augustus Aiken (20 septembre 1832 à Lowell - 23 décembre 1878 à Washington) est un avocat et journaliste. Il a été appelé à servir comme l'un des avocats de la défense de Mary Surratt, qui a été jugée pour complot de l'assassinat du Président Abraham Lincoln

## Biographie
Les informations sur sa vie sont en grande partie inconnues ; sa date de naissance, sa ville de naissance et même son nom complet varient selon les sources. Ses enregistrements de naissance officiels, ainsi que les dossiers de recensements de 1840 à 1850, indiquent qu'il est né Frédérick Augustus Aiken, le 20 septembre 1832 à Lowell de Susan (née Rice) et Solomon S. Aiken. Les indications sur sa tombe montrent que son nom complet était Frédérick Argyle Aiken et qu'il était né en 1837 à Shrewsbury, dans le Massachusetts, tandis que sa nécrologie parue dans le Washington Post montre également que son deuxième prénom était Argyle, l'année de naissance en 1837 et qu'il était né à Boston.
La famille déménagea à Hardwick, dans le Vermont lorsqu'il eut dix ans. Il entra au Middlebury College où il étudia le journalisme et devint rédacteur en chef de La Sentinelle de Burlington. Le 1er juin 1857 il épousa Sarah Weston, fille d'un juge du Vermont. En 1859 il fut admis au Barreau du Vermont, et en 1860 les Aikens déménagèrent à Washington où il servit comme secrétaire du Comité national Démocrate et soutint la candidature du Vice-Président John C. Breckinridge lors de l'élection américaine de 1860. Au début de la guerre de sécession, il écrivit à Jefferson Davis, offrant ses services à la Confédération comme reporter.

## Guerre Civile
Malgré son apparente sympathie pour la Confédération il servit dans l'Armée de l'Union pendant la guerre civile, mais comme ses enregistrements de naissance, son service de guerre reste également en grande partie inconnu, outre le fait qu'il eut le grade de colonel à la fin de la guerre. Deux pièces de correspondance concernant son service de guerre apparaissent dans les Official Records of the War of the Rebellion. La première est une dépêche qu'il adressa au général Winfield Scott Hancock au cours de la bataille de Williamsburg en 1862 se référant comme aide de camp par intérim. L'autre est d'une dépêche de Hancock lui-même et le référant comme un bénévole aide de camp du commandant de la division Hancock, le général William Farrar Smith. Sa notice nécrologique fait référence à ses blessures aux combats, y compris une bataille au cours de laquelle il eut deux chevaux abattus sous lui, mais il ne révèle pas à quelles batailles il a participé outre celle de Williamsburg.

## Procès de Mary Surratt

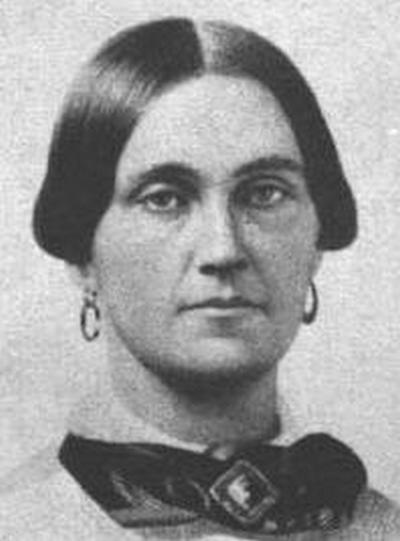
Mary Surratt en 1850

Le président Lincoln ayant été assassiné le 14 avril 1865, son assassin John Wilkes Booth fut lui-même tué moins de deux semaines après. Les complices de Booth furent tous arrêtés avant la fin avril et traduits devant un tribunal présidé par le Major-général David Hunter. La seule accusée femme fut Mary Surratt, propriétaire d'une pension de famille située à Washington, où Booth et les autres conspirateurs se rencontraient souvent. L'avocat officiel de Madame Surratt était Reverdy Johnson, un ancien procureur et alors sénateur du Maryland. Toutefois plusieurs membres du groupe d'experts ont contesté le droit à Johnson de défendre Mary Surrat, comme il s'était opposé à exiger des serments de loyauté des électeurs lors de l'élection présidentielle de 1864. Bien que l'opposition a été retirée. Johnson néanmoins n'a pas participé beaucoup dans le processus de défense de Mary Surratt et laissé une grande partie de la défense à Aiken et John Clampitt, qui venaient d'ouvrir leur propre cabinet d'avocats à Washington.
Encore relativement nouveau dans le métier et sans la participation active de Johnson, Aiken et Clampitt ont mal préparé leur tâche. Leur défense invoquée essayant de discréditer le témoignage de deux témoins John M. Lloyd et Louis J. Weichmann, mais a fini au contraire de renforcer les poursuites. Finalement, la défense ne réussit pas et Mary Surratt fut envoyée à l'échafaud le 7 juillet 1865

## Après le procès

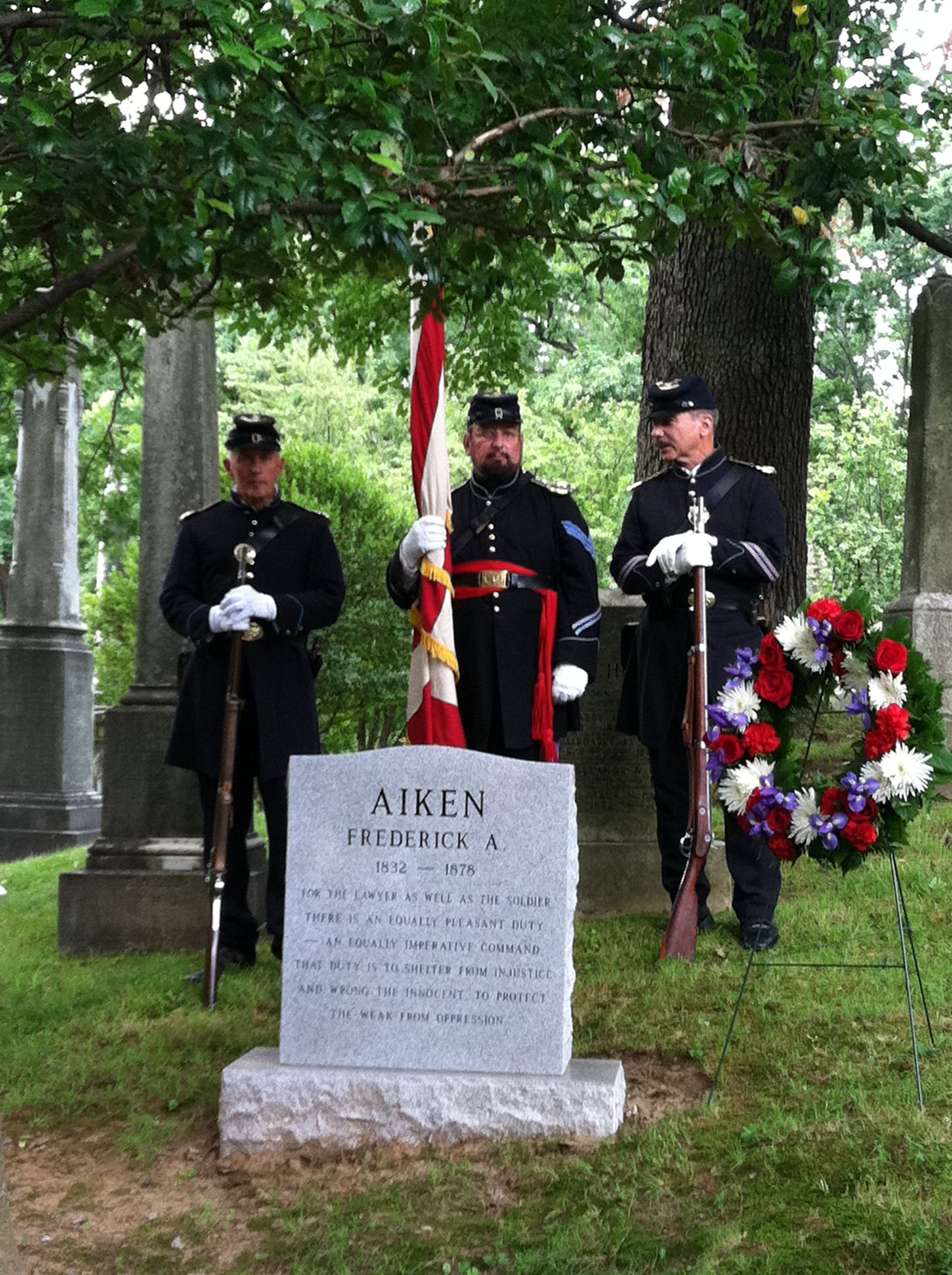
La nouvelle tombe de Frédéric Aiken

Le cabinet de Aiken et Clampitt se dissout en 1866, probablement à la suite du procès. Le New York Times rapporte qu'il fut arrêté en juin 1866, quand il encaissa un chèque d'un marchand qui n'avait pas les fonds pour le recouvrir. Sa nécrologie déclare qu'il avait également servi comme avocat de la défense de Jefferson Davis, mais l'ancien président de la Confédération a été finalement libéré sans procès. En 1868 il retourne au journalisme et sert comme premier rédacteur en chef du Washington Post.
Il meurt à Washington le 23 décembre 1878, à la suite d'une maladie cardiaque, probablement du fait de ses blessures qu'il avait subies pendant la guerre. Il est enterré au Cimetière de Oak Hill à Washington, où sa tombe est à l'origine non marquée. Toutefois, la société Surratt de Clinton dans le Maryland (la ville anciennement appelée Surrattsville) a mené une campagne pour lever des fonds pour placer une pierre tombale sur sa tombe. Le 14 juin 2012, une pierre tombale a été placée sur le site, lors d'une cérémonie de dédicace, assisté par ses descendants.

## Adaptation au cinéma
- 2011 : La Conspiration (The Conspirator) de Robert Redford. Son rôle est interprété par James McAvoy.